# 長嶋亜希子
長嶋 亜希子（ながしま あきこ、旧姓：西村〈にしむら〉、1943年〈昭和18年〉1月5日 - 2007年〈平成19年〉9月18日）は、元読売ジャイアンツの長嶋茂雄の妻で、実業家。夫・茂雄の個人事務所である株式会社オフィスエヌの代表取締役を務めていた。

## 経歴

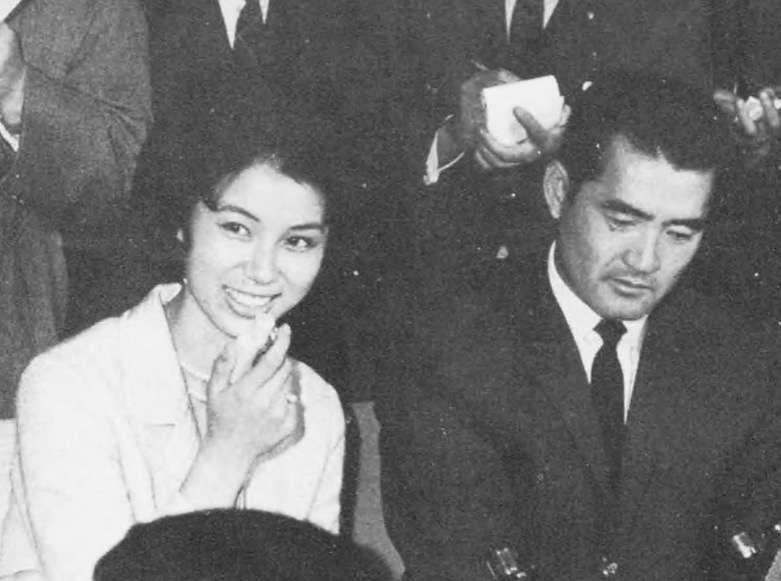
亜希子と長嶋茂雄（1964年11月26日）

東京都渋谷区生まれ（両親の本籍地は鹿児島県）。祖父の西村辰五郎は出版社・東雲堂書店を経営し、石川啄木『一握の砂』『悲しき玩具』、斎藤茂吉『赤光』、北原白秋『桐の花』、若山牧水『別離』など、文学史に残る歌集を出版した人物であった。西村陽吉の名で自らも歌人として活躍し、口語短歌の先駆けの一人として知られる。父の西村光雄は内外出版社の代表を務めた。
田園調布雙葉中学校・高等学校在学中に、米国へ留学し、現地の高校、ミネソタ州の聖テレサ大学を卒業。そのため、英語、フランス語、スペイン語に堪能であった。1964年・第18回オリンピック東京大会では堪能な外国語を駆使してコンパニオンとして活躍。その際に報知新聞主催の対談で、当時巨人の三塁手であった茂雄が一目ぼれをし、知り合って40日後の1964年11月26日にスピード婚約した。1965年1月26日、渋谷区南平台のカトリック渋谷教会で結婚式を挙げ、証人は読売巨人軍代表取締役正力亨夫妻が務めた。披露宴はホテルニューオータニで行われ、高橋読売新聞社副社長、清水与七郎日本テレビ社長、川島正次郎自由民主党副総裁、永野重雄富士製鉄社長、松下正寿立教大学総長、川上哲治巨人軍監督、藤田元司コーチらが祝辞を述べた。茂雄29歳、亜希子22歳であった。茂雄のモットーである「男の職場に顔出すな」を忠実に守り、また、2男2女（長男・一茂、長女・有希、次女・三奈、次男・正興）を儲けた。
2004年3月4日、夫が脳梗塞で倒れた時も、そのリハビリテーションに付き合った。また、同年6月には長男の一茂に双子の娘（自身にとっては初孫）が誕生、祖母となった。また2002年、環境省「環の国くらし会議」メンバーとなり、環境問題にも、自らの体験と主婦の視点から発言した。メディアへの露出は極力控えていたが、フジテレビ『木梨ガイド・週末の達人』にて、ゲストで一茂が登場した時に数分だけ、顔を出して手製の数種類のパイをとんねるずの木梨憲武に振る舞った。
2007年9月17日に長男・一茂夫妻らと会食後に体調不良を訴え、入院。夫・茂雄、二女・三奈ら家族も駆けつけたが、意識が戻らず9月18日午前4時33分、心不全のため死去、64歳没。死後、オフィスエヌの代表取締役は三奈が引き継いでいる。長男の一茂によれば、墓所はアメリカ合衆国・ハワイにあるとのこと。

## 著書
- 私のアメリカ 家庭料理（文化出版局、1991年4月刊）ISBN 4579203836